# Geneviève Asse

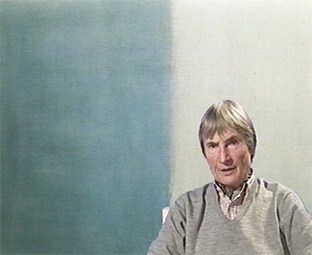
Geneviève Asse (1995)

Geneviève Asse (bürgerlich Geneviève Anne Marie Bodin; * 24. Januar 1923 in Vannes, Frankreich; † 11. August 2021 in Paris) war eine französische Malerin, Zeichnerin und Grafikerin. Sie ist insbesondere bekannt für ihre Farbflächenmalerei in einem speziellen „Asse-Blau“.

## Leben
Geneviève Bodin wurde 1923 in Vannes, einer Stadt am Golf von Morbihan in der Bretagne, gemeinsam mit ihrem Zwillingsbruder Michel geboren. Ihre Mutter war die Verlegerin Odette, geborene Asse, ihr Vater der Beamte Jacques-Léon Bodin. Sie wuchs zunächst bei ihrer Großmutter auf der Halbinsel Rhuys auf. Nachdem sich ihre Eltern getrennt hatten, lebten die Geschwister ab 1932 bei ihrer Mutter in Paris.
Ihre künstlerische Ausbildung erhielt sie bereits während der deutschen Besatzung von 1940 bis 1942 an der École nationale supérieure des arts décoratifs, bevor sie im Atelier von Othon Friesz arbeitete, der sie mit der Groupe de l'échelle am Montparnasse zusammenbrachte.
Im Alter von 21 Jahren schloss sie sich 1944 mit ihrem Bruder der Résistance an. Sie wurde Mitglied der Forces françaises de l’intérieur und diente während der Befreiung von Paris als Verbindungsperson. Dann wurde sie Krankenwagenfahrerin im medizinischen Bataillon der 1. Panzerdivision in der 1. Armee von General Jean de Lattre de Tassigny. Sie nahm an Einsätzen in Belfort, den Vogesen, dem Elsass und in Südwestdeutschland teil. Im Frühjahr 1945 meldete sie sich freiwillig für die Evakuierung des Konzentrationslagers Theresienstadt. Im selben Jahr wurde sie mit dem Croix de guerre ausgezeichnet und schied aus der Armee aus.
Um sich wieder der Kunst widmen zu können, verdiente sie sich ihren Lebensunterhalt unter anderem mit Arbeiten für Mode- und Textilhäuser wie Paquin oder Bianchini-Ferrier. Sie schloss Bekanntschaft mit Samuel Beckett und den Malern Bram und Geer van Velde. Ihre Arbeiten wurden 1947 unter anderem im 7. Salon des moins de trente ans (Salon der Unter-Dreißigjährigen) und im Salon d’automne gezeigt. Eine Rolle bei ihrer „Entdeckung“ hatte der Textilunternehmer und Sammler Jean Bauret der ihr einen Arbeitsraum bereitstellte, was ihr weitere künstlerische Entwicklung ermöglichte. Im Jahr 1954 hatte sie in der Galerie Michel Warren in Paris ihre erste Einzelausstellung, die nächste in der Galerie Benador in Genf; danach folgten weitere Ausstellungen in Frankreich und im Ausland.
1988 veranstaltete das Musée d’art moderne de la Ville de Paris eine erste Retrospektive. Im neuen Jahrtausend folgen nach zahlreichen weiteren Ausstellungen wieder eine Reihe von Retrospektiven. So zeichnete die französische Nationalbibliothek den Werdegang der Künstlerin in 77 Drucken und fünfzehn Büchern von 1942 bis 2001 nach; 2012/2013 folgten Ausstellungen im Musée Fabre in Montpellier sowie 2015 im Musée des beaux-arts in Lyon. 2013 ging eine Schenkung von elf Gemälden, Notizbüchern und Farbskizzen an das Musée national d’art moderne mit einer großen Retrospektive einher.
Geneviève Asse lebte und arbeitete im Morbihan auf der Île-aux-Moines, der Île Saint-Louis sowie in Paris. Sie starb am 11. August 2021 in der Institution nationale des Invalides in Paris. Nach einer Trauerfeier im Invalidendom wurde sie auf der l’Île-aux-Moines beigesetzt.

## Werk
Geneviève Asse, die den Mädchennamen ihrer Mutter als Pseudonym angenommen hatte, schuf zunächst überwiegend Stillleben und Landschaften, die von Chardin, Cézanne und Braque beeinflusst waren.
Ab den 1960er Jahren gestaltete sie ihre Arbeiten zunehmend abstrakter, bis hin zu den typischen, fein abgestuften „Asse-blauen“, großflächigen Arbeiten. Darüber hinaus schuf sie Illustrationen zu Texten von Samuel Becket, André du Bouchet, André Frénaud und anderen. Außerdem entstanden Glasfenster nach ihren Entwürfen, beispielsweise in der Kirche Notre-Dame-de-Grande-Puissance in Lamballe
Arbeiten von Geneviève Asse befinden sich unter anderen im Musée National d’Art Moderne in Paris, im Nationalmuseum Oslo, Musée des Beaux-Arts in Reims und im Züricher Kunsthaus. Das Kunstmuseum La Cohue in Vannes, ihrem Heimatort, erhielt 2012 eine größere Anzahl Gemälde, Buchillustrationen, Drucke und Asses persönliches Archiv, die im Obergeschoss des Museums inzwischen einen relevanten Teil der Dauerausstellung ausmachen.

## Auszeichnungen (Auswahl)
- 1967: Chevalier de l'Ordre des Arts et des Lettres.[3]
- 2006: Ordre national du Mérite im Rang commandeur[1]
- 2014: Großkreuz der Ehrenlegion[15]

## Ausstellungen (Auswahl)
- 1965: Kunstnernes Hus, Oslo[16]
- 1968: Musee des beaux arts, Reims
- 1970/1971: Centre Georges-Pompidou, Paris
- 1975: Château de Ratilly,  Treigny
- 1977–78: Musée d’art et d’histoire, Genf
- 1980: Musée des Beaux-Arts, Rennes
- 1987: Musée Cantini, Marseille
- 1988: Musée d’art moderne de la Ville de Paris
- 1997: Musée d'art et d'histoire, Genf
- 2005: Musée Soulages Rodez[17]